# Ptilium affine
Ptilium affine ist ein Käfer aus der Familie der Zwergkäfer (Ptiliidae). 

## Merkmale
Die Käfer erreichen eine Körperlänge von 0,6 bis 0,65 Millimetern. Ihr Körper ist dunkel gefärbt, dünn staubartig behaart und stark gewölbt. Der Halsschild besitzt eine scharf eingeschnittene fast vollständige Mittelfurche und beidseits davon im hinteren Teil des Schildes zwei Längstricheln. Die Seiten des Halsschildes sind vor der Basis ausgeschweift und fein aber merklich gerandet. Seine Seitenlinien verlaufen nahezu parallel und treten scharf hervor. Die Deckflügel sind an der Spitze gelbbraun durchscheinend gefärbt, sie sind an den Seiten stärker gerundet und etwas kürzer als bei Ptilium caesum. Die Fühler und Beine sind gelb.  

## Vorkommen und Lebensweise
Die Art kommt in Europa und am Kaukasus vor. Sie ist von England über Dänemark bis nach Frankreich und Italien verbreitet. In Mitteleuropa ist die Art nur lokal und sehr selten anzutreffen.